# 第34步兵師 (德國國防軍)
第34步兵師（德語：34. Infanterie-Division）是納粹德國國防軍陸軍的一個步兵師。該師於1936年在海德堡組建。
該師於1939年動員，但只在德國西部防守待命，沒有參與入侵波蘭行動。1940年，該師參與入侵法國行動。1941年6月，該師並參與巴巴羅薩行動。
該師一直在東線作戰，直至科爾遜-契爾卡塞攻勢期間受重創後，才調回後方休整。同年7月，該師調往意大利。
該師最後於1945年4月解散。

## 暴行
1944年12月7日，第34步兵師的一支巡邏隊在間諜的帶領下闖入文蒂米利亞一帶的葛林馬爾迪村的維托里亞（Vittoria）旅館中，並在旅館中逮捕了三個尋求庇護的家庭，之後這三個家庭的十二人被帶出旅館並就地處決。
1945年4月30日，第34步兵師會同山地獵兵第5山地師在義大利皮埃蒙特大區的格鲁利亚斯科一帶屠殺67名平民。

## 註腳
1. ↑  Mitcham（2007年）
2. ↑  . Atlas of Nazi and Fascist Massacres in Italy.   [21 October 2022]. （原始内容存档于2022-10-23） （意大利语）.
3. ↑  . Atlas of Nazi and Fascist Massacres in Italy.   [20 September 2018]. （原始内容存档于2019-04-26） （意大利语）.
4. ↑  . Atlas of Nazi and Fascist Massacres in Italy.   [20 September 2018]. （原始内容存档于2022-05-21） （意大利语）.